# هربرت هاو
هربرت هاو (بالإنجليزية: Herbert Howe)‏ هو صحفي أمريكي، ولد في سبتمبر 1893، وتوفي في 23 أكتوبر 1959 بسبب ذات الرئة.

## وصلات خارجية
- هربرت هاو على موقع IMDb (الإنجليزية)